# 太田隱勢瓢蟲
太田隱勢瓢蟲（学名：Cryptogonus ohtai）为瓢蟲科隱勢瓢蟲屬下的一个种。